# Saint-Martial (Gironda)
Saint-Martial é uma comuna francesa na região administrativa da Nova Aquitânia, no departamento de Gironda. Estende-se por uma área de 7,47 km². Em 2010 a comuna tinha 246 habitantes (densidade: 32,9 hab./km²).